# Харитонов, Василий Иванович
Василий Иванович Харитонов (1914, Ставровка — 20 марта 1967, Кривой Рог, Днепропетровская область) — участник Великой Отечественной войны, командир расчёта миномётной роты 1-го стрелкового батальона 50-го гвардейского Ченстоховского Краснознамённого стрелкового полка (15-я гвардейская Харьковская ордена Ленина Краснознамённая ордена Суворова стрелковая дивизия, 34-й гвардейский Дрезденский стрелковый корпус, 5-я гвардейская армия, 1-й Украинский фронт), гвардии старший сержант. Полный кавалер ордена Славы.

## Биография
Родился в 1914 году в селе Ставровка (ныне не существует, территория современного Кропивницкого района Кировоградской области) в семье крестьянина. Украинец. Образование начальное. Работал в машинно-тракторной станции села Рощаховка Бобринецкого района.

### В РККА
С 1934 по 1936 год проходил действительную срочную службу в Красной армии. Повторно призван 23 июня 1941 года Витязевским РВК, Украинская ССР, Кировоградская области.

### На фронте
В действующей армии на фронте Великой Отечественной войны с 15 июля 1941 года, весь боевой путь прошёл в составе 50-го гвардейского стрелкового полка 15-я гв. сд. Воевал на Южном, Юго-Западном, Сталинградском (с 30 сентября 1942 года — Донской, с 15 февраля 1943 года — Центральный), Воронежском, Степном (с 20 октября 1943 года — 2-й Украинский), 3-м и 1-м Украинских фронтах.
В январе 1943 года 15-я гвардейская стрелковая дивизия принимала участие в ликвидации группировки противника, окружённой в районе города Сталинград. 21 января 1943 года командир миномётного расчёта гвардии старший сержант В. И. Харитонов в бою в районе железнодорожной станции Воропоново (ныне в черте города Волгоград) уничтожил станковый пулемёт и 27 немецких солдат. Приказом командира полка награждён медалью «За отвагу».

### Подвиг
В период наступательных боёв с 3 по 24 марта 1944 года расчёт В. И. Харитонова, поддерживая действия стрелковых подразделений, уничтожил 9 миномётов, 11 пулемётов, 5 автомашин, 17 повозок с боеприпасами и военным имуществом, свыше 2 рот живой силы противника. 11 марта 1944 года при отражении контратаки противника в районе железнодорожной станции и посёлка Казанка миномётчики развернули миномёт и открыли огонь по атакующей пехоте врага. Их огнём было уничтожено 2 миномёта, 4 станковых пулемёта с расчётами и до 40 немецких солдат. Командиром полка В. И. Харитонов был представлен к награждению медалью «За боевые заслуги». Приказом командира 15-й гвардейской стрелковой дивизии от 9 апреля 1944 года гвардии старший сержант Харитонов Василий Иванович награждён орденом Славы 3-й степени.
В результате Одесской наступательной операции 15-я гвардейская стрелковая дивизия форсировала реку Днестр и захватила плацдарм в районе села Варница (ныне район Анений Ной, Молдавия). 25 апреля 1944 года в бою за удержание плацдарма В. И. Харитонов со своим расчётом уничтожил до 20 солдат противника. Когда враг обошёл батальон с фланга и вплотную приблизился к огневой позиции миномётчиков, В. И. Харитонов в упор из карабина застрелил двух немецких солдат и в рукопашном бою трёх убил прикладом карабина. Командиром полка представлен к награждению орденом Красной Звезды.
Приказом командующего 37-й армией от 2 июня 1944 года гвардии старший сержант Харитонов Василий Иванович награждён орденом Славы 2-й степени.
В ходе Берлинской наступательной операции на подступах к городу Шпремберг (ныне район Шпре-Найсе, земля Бранденбург, Германия) 24 апреля 1945 года В. И. Харитонов со своим расчётом уничтожил 4 огневые точки и свыше 10 немецких солдат.
Указом Президиума Верховного Совета СССР от 15 мая 1946 года за образцовое выполнение боевых заданий командования в боях с немецко-фашистскими захватчиками на завершающем этапе Великой Отечественной войны гвардии старший сержант Харитонов Василий Иванович награждён орденом Славы 1-й степени.

### После войны
В 1945 году демобилизован. Вернулся в родное село. Работал трактористом в машинно-тракторной станции. Позднее переехал в город Кривой Рог Днепропетровской области (Украина).
Умер 20 марта 1967 года в Кривом Роге.

## Награды
- Орден Славы I степени (15.05.1946)[1];
- Орден Славы II степени (02.06.1944)[2];
- Орден Славы III степени (09.04.1944);
- Медаль «За оборону Сталинграда»;
- Медаль «За отвагу» (07.02.1943);
- Медаль «За освобождение Праги»;
- Медаль «За победу над Германией в Великой Отечественной войне 1941—1945 гг.» (9 мая 1945[3]);
- Юбилейная медаль «Двадцать лет Победы в Великой Отечественной войне 1941—1945 гг.» (7 мая 1965[4]);
- Медаль «30 лет Советской Армии и Флота»[5];
- Юбилейная медаль «40 лет Вооружённых Сил СССР»[6];
- Знак «Гвардия»;
- Знак МО СССР «25 лет Победы в Великой Отечественной войне» (24 апреля 1970[7]).

## Память
- На могиле установлен надгробный памятник.